# Inezia (ptak)
Inezia – rodzaj ptaków z rodziny tyrankowatych (Tyrannidae).

## Występowanie
Rodzaj obejmuje gatunki występujące w Ameryce Południowej.

## Morfologia
Długość ciała 9–12 cm, masa ciała 5–8 g.

## Systematyka

### Nazewnictwo
Nazwa rodzajowa upamiętnia Enriquetę Inez Cherrie (1898–1943), córkę amerykańskiego ornitologa George’a Cherriego, autora opisu tego rodzaju.

### Podział systematyczny
Do rodzaju należą następujące gatunki:
- Inezia tenuirostris (Cory, 1913) – pręgówek cienkodzioby
- Inezia inornata (Salvadori, 1897) – pręgówek ubogi
- Inezia subflava (P.L. Sclater & Salvin, 1873) – pręgówek płowy
- Inezia caudata (Salvin, 1897) – pręgówek gujański